# Élection présidentielle guatémaltèque de 2003
Une élection présidentielle s'est tenue au Guatemala en 2003. Elle avait pour but d'élire un président et un vice-président pour un mandat de quatre ans. Au même moment se sont également tenues des élections législatives et municipales.

## Campagne électorale
En novembre et décembre 2003 se sont tenues au Guatemala des élections générales pour élire le nouveau président de la république, son vice-président, ainsi que 158 députés du congrès et 331 alcades (maires).
Le parti officiel, le Front républicain guatémaltèque (FRG) nomma l'ex-dirigeant militaire Efraín Ríos Montt comme son candidat à la présidence. Toutefois, la constitution interdisait aux auteurs de coups d'état de participer à des élections, et Ríos Montt avait pris le pouvoir ainsi en 1982-83. Cela conduisit à un conflit politique dans le pays, qui a culminé avec le siège de la ville de Guatemala le 24 de juillet 2003, un jour connu comme le « jeudi noir »,,.
En lice était également Óscar Berger Perdomo, ex-maire de la ville de Guatemala et le candidat de la Grande Alliance nationale (Gran Alianza Nacional, GANA), en fait une alliance de trois partis politiques : le Parti patriote (PP), le Mouvement réformateur (MR) et le Parti de la Solidarité Nationale (es) (PSN).
Le candidat de la gauche, Álvaro Colom, était porté par l'Union nationale de l'espérance (Unidad Nacional de la Esperanza, UNE).

## Scrutin et résultats
Lors du premier tour, le 9 novembre, Ríos Montt est arrivé en troisième position derrière Óscar Berger Perdomo et Álvaro Colom. Comme aucun de ces deux derniers n'avait obtenu la majorité absolue, un second tour a été organisé le 28 décembre.
Le second tout a été gagné par Óscar Berger avec 54,1 % des voix.
Résultats de l'élection présidentielle du 9 novembre et du 28 décembre 2003
| Candidats présidentiels — Partis                                                      | 1er tour  | 1er tour | 2d tour   | 2d tour |
| Candidats présidentiels — Partis                                                      | Votes     | %        | Votes     | %       |
| ------------------------------------------------------------------------------------- | --------- | -------- | --------- | ------- |
| Óscar Berger Perdomo - Gran Alianza Nacional (GANA)                                   | 921 316   | 34,3     | 1 235 303 | 54,1    |
| Álvaro Colom Caballeros - Unidad Nacional de la Esperanza (UNE)                       | 707 635   | 26,4     | 1 046 868 | 45,9    |
| Efraín Ríos Montt - Frente Republicano Guatemalteco (FRG)                             | 518 464   | 19,3     |           |         |
| Leonel López Rodas - Partido de Avanzada Nacional (PAN)                               | 224 179   | 8,3      |           |         |
| Fritz García-Gallont Bischof - Partido Unionista (PU)                                 | 80 987    | 3,0      |           |         |
| Rodrigo Asturias - Unidad Revolucionaria Nacional Guatemalteca (URNG)                 | 69 301    | 2,6      |           |         |
| Eduardo Suger - Desarrollo Integral Authentico (DIA)                                  | 59 776    | 2,2      |           |         |
| Jacobo Arbenz Vilanova - Democracia Cristiana Guatemalteca (DCG)                      | 42 205    | 1,6      |           |         |
| José Angel Lee - Democracia Social Participativa (DSP)                                | 37 506    | 1,4      |           |         |
| Fransisco Arredondo Mendoza - Unión Nacional (UN)                                     | 11 980    | 0,4      |           |         |
| Manuel Conde Orellana - Movimiento Social y Político Nacional Cambio Nacional (MSPCN) | 10 830    | 0,4      |           |         |
| Total (participation électorale 1er tour : 57,9 %; 2d tour : 46,8 %)                  | 2 937 169 | 100,0    | 2 372 714 | 100,0   |
| Suffrages exprimés                                                                    | 2 684 179 |          | 2 281 963 |         |
| Votes blancs                                                                          | 114 004   | 23 582   |           |         |
| Votes nuls                                                                            | 139 386   | 67 169   |           |         |
| Source : Tribunal Suprême Électoral                                                   |           |          |           |         |